# پالمرستاون
شهر پالمرستاون (به انگلیسی: Palmerstown) با جمعیت ۱۱٫۴۷۷ نفر در شهرستان دوبلین در کشور جمهوری ایرلند واقع شده‌است.